# Фраёнов, Виктор Павлович
Виктор Павлович Фраёнов (24 октября 1930, Москва — 4 сентября 2002, Москва) — российский музыковед, педагог. В 1956—2002 годах преподаватель Музыкального училища при Московской консерватории. Заслуженный работник культуры РСФСР (1982), заслуженный деятель искусств РФ (2003). Один из крупнейших музыкальных педагогов России XX века.

## Биография и профессиональная деятельность
Его отец Павел Семёнович Фраёнов (1898 г. — 1986 г.) — инженер автомобилестроения, кандидат технических наук, профессор МАДИ. Мать Анастасия Сергеевна Фраёнова (урожд. Давыдова; 1899 г. — 1976 г.) — школьная учительница. Сестра Ксения Павловна Фраёнова (1933 г. — 2011 г.) — переводчица (португальский язык).
Родился в Москве. В 1949—1951 годах учился в Музыкальном училище при Московской консерватории, в 1956 году окончил Московскую консерваторию, где факультативно занимался органом в классе проф. А. Ф. Гедике, дипломную работу (о формах в опере «Садко» Римского-Корсакова) писал у проф. В. А. Цуккермана. Педагогами, оказавшими влияние на формирование профессиональных интересов, считал, главным образом, проф. И. В. Способина (гармония) и Ю. А. Фортунатова (инструментовка). В 1956 году его женой стала Е. М. Фраёнова. По окончании консерватории недолго работал в Училище им. Октябрьской революции, затем с 1956 года и до конца дней — в Музыкальном училище при консерватории. Преподавал русскую и западную музыкальную литературу на исполнительских отделениях, полифонию у теоретиков (спецкурс, с 1963 года, по приглашению заведующего теоретическим отделом Д. А. Блюма, сменив на этом посту своего учителя В. Н. Рукавишникова), музыкальную форму у теоретиков (с 1980 г., после ухода из училища Ю Н. Холопова), пианистов и дирижёров-хоровиков. Некоторое время преподавал полифонию в ГМПИ им. Гнесиных. Проводил открытые уроки, читал лекции в Смоленске, Риге, Тбилиси, Ташкенте, Фрунзе, Полтаве и других городах СССР и РФ.
Наибольшее значение имеет его деятельность в области полифонии. На основе трудов С. И. Танеева разработал свою систему практического обучения полифонии. Его Учебник для училищ пользуется широкой известностью и применяется в средних учебных заведениях и вузах России и Ближнего зарубежья. Фраёнов — автор статей, преимущественно о полифонии, в Музыкальной энциклопедии, Музыкальном энциклопедическом словаре и в Большой российской энциклопедии. Курс полифонии по системе Фраёнова преподаётся в Училище (колледже) при Московской консерватории его ассистентами — Е. В. Щербаковым и Т. И. Сорокиной. С 1990-х гг. работал над Учебником музыкальной формы для училищ (не завершён, не опубликован). Изданы его лекции по музыкальной форме (на основе записанных и расшифрованных лекций у теоретиков).
Пользовался огромным авторитетом как педагог. Среди многочисленных учеников — композиторы Н. Корндорф, М. Ермолаев (Коллонтай), С. Загний, А. Сафронов, А. Семёнов, дирижёры А. Левин, В. Полянский, В. Юровский, музыковеды И. Лозовая, И. Степанова, О. Величкина, пианисты В. Афанасьев, И. Беркович, С. Сенков, Д. Феофанов.
Похоронен на Миусском кладбище (уч. 3).
Его памяти посвящена «Русская книга о Finale» (авторы С.Н. Лебедев и П.Ю. Трубинов. СПб., 2003).
В Академическом музыкальном училище при Московской консерватории (аудитория 5) усилиями его учеников открыта мемориальная доска.

## Публикации
- Учебник полифонии. М., 1987. 2-е изд. М., 2000 (ISBN 5-7140-0856-1).
- Музыкальная форма. Курс лекций. / Сост. О. В. Фраёнова. М., 2003 (ISBN 5-89598-137-2).
- Статьи в изд.: Советская музыкальная литература. Учебник. Вып. 2. М., 1976.
- Статьи по вопросам полифонии и др. в изд.: Музыкальная энциклопедия. М., 1978—1982. Т. 4-6.
- Статьи по вопросам полифонии, музыкальной формы и др. в изд.: Музыкальный энциклопедический словарь. М., 1990.
- Статьи по вопросам полифонии и музыкальной формы в изд.: Большая Российская энциклопедия. М., 2004-2018.